# Sinus sigmoïde
 (mai 2025).
Le sinus sigmoïde est un sinus veineux dural situé dans la dure-mère. Le sinus sigmoïde reçoit le sang des sinus transverses, qui suivent la paroi postérieure de la cavité crânienne, se déplacent vers le bas le long de l'os pariétal, de l'os temporal et de l'os occipital, et convergent avec les sinus pétreux inférieurs pour former la veine jugulaire interne.
Chaque sinus sigmoïde commence sous l'os temporal et suit une trajectoire tortueuse jusqu'au foramen jugulaire, point auquel le sinus devient continu avec la veine jugulaire interne.